# Comastoma stellariifolium
Comastoma stellariifolium är en gentianaväxtart som först beskrevs av Adrien René Franchet, och fick sitt nu gällande namn av Josef Holub. Comastoma stellariifolium ingår i släktet lappgentianor, och familjen gentianaväxter. Inga underarter finns listade i Catalogue of Life.